# 栌菊木
栌菊木（学名：Nouelia insignis）是菊科栌菊木属的唯一物种，是中国的特有植物。分布于中国大陆的云南等地，生长于海拔1,000米至2,500米的地区，多生在山区灌丛中，目前尚未由人工引种栽培。